# Otalążka
Otalążka (prononciation : [ɔtaˈlɔ̃ʂka]) est un village polonais de la gmina de Mogielnica dans le powiat de Grójec de la voïvodie de Mazovie dans le centre-est de la Pologne.
Il se situe à environ 3 kilomètres au sud-est de Mogielnica (siège de la gmina), 24 kilomètres au sud de Grójec (siège du powiat) et à 64 kilomètres au sud de Varsovie (capitale de la Pologne).

## Histoire
De 1975 à 1998, le village appartenait administrativement à la voïvodie de Radom.